# Obi-Wan Kenobi

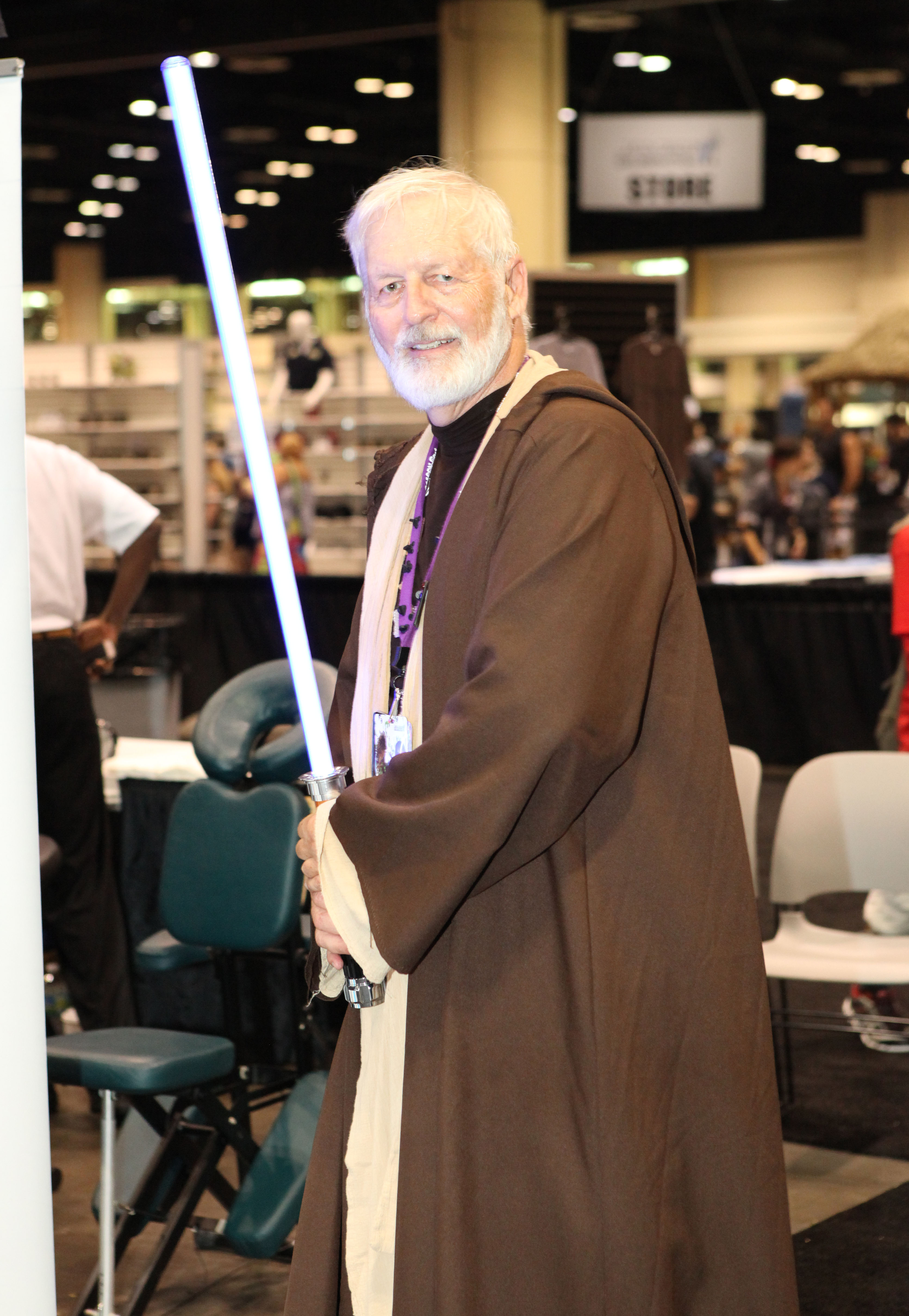
Cosplay starego Obi-Wana Kenobiego

Obi-Wan Kenobi (znany też później jako Ben Kenobi) – postać fikcyjna, jeden z głównych bohaterów Gwiezdnych wojen. Rycerz, a następnie mistrz Jedi, z reguły posługiwał się niebieskim mieczem świetlnym. W częściach IV–VI filmu w rolę Obi-Wana wcielił się Alec Guinness, zaś w częściach I–III i serialu Obi-Wan Kenobi – Ewan McGregor. Obi-Wan pojawia się także w serialu Gwiezdne wojny: Wojny klonów oraz grach, komiksach i książkach osadzonych w uniwersum Gwiezdnych wojen.

## Życiorys

### Młodość
Uczeń Qui-Gon Jinna, pierwszy nauczyciel Anakina Skywalkera, przyszłego Dartha Vadera. Razem ze swoim mistrzem ścigał kapitana Cohla, najemnika, który walczył z Federacją Handlową. Udali się także wraz z grupą innych Jedi na Eriadu, gdzie miał się odbyć ważny szczyt. Walczyli tam z terrorystami z Frontu Mgławicy, organizacji, która nienawidziła Federacji Handlowej. Obi-Wan ze swoim mistrzem podejrzewali, że terroryści planują zamach na Kanclerza Valoruma i starali się temu zapobiec. Pomagał im także niedawny przeciwnik, kapitan Cohl. Przywódca Frontu Mgławicy – Havik – został zabity, zamach się powiódł, ale nie na Kanclerza, tylko na dostojników Federacji Handlowej.

### Blokada Naboo
W 32 BBY Rada Jedi zleciła Qui-Gonowi i Obi-Wanowi misję udania się na planetę Naboo i przeprowadzenie negocjacji z przedstawicielami Federacji Handlowej, którzy swoimi stacjami kosmicznymi blokowali planetę. Neimoidianie (przywódcy Federacji) z rozkazu Dartha Sidiousa próbowali zabić ambasadorów, ale rycerzom udało się uciec. Podążyli na powierzchnię Naboo, gdzie uwolnili królową Amidalę i odlecieli wraz z nią na Coruscant. Po drodze musieli zatrzymać się na Tatooine, by dokonać niezbędnych napraw statku. Nieocenioną pomoc w zdobyciu części zamiennych okazał im Anakin Skywalker, 9-letni niewolnik. Qui-Gon odkrywa, że chłopiec ma największe stężenie midichlorianów we krwi ze wszystkich żyjących Jedi i postanawia wziąć go ze sobą, wierząc, że jest Wybrańcem który przywróci równowagę Mocy. Obi-Wan sprzeciwiał się decyzji mistrza, uznając, że zabierają ze sobą „kolejną żałosną formę życia” (pierwszą był jego zdaniem Jar Jar Binks, którego uratowali jeszcze na Naboo).
Cała grupa podążyła do stolicy galaktyki, na Coruscant. Tam królowa Amidala bezskutecznie walczyła w Senacie o pomoc dla swojej planety, podczas gdy Kenobi i Jinn udali się do Rady Jedi. Qui-Gon oznajmił, że chce wyszkolić Anakina na rycerza Jedi, a Obi-Wan nie potrzebuje więcej treningu i może przejść próby Jedi. Mistrzowie stwierdzili jednak, że zajmą się tą sprawą później i nakazali im obu powrócić z królową na Naboo, by stoczyć tam bitwę z siłami inwazyjnymi Federacji.
Podczas walk na planecie Obi-Wan i jego mistrz wdali się w pojedynek na miecze świetlne z Darthem Maulem – Sithem, uczniem Dartha Sidiousa. Po długiej walce został oddzielony od Qui-Gona, którego po chwili Maul przebił swoim mieczem. Obi-Wan zaatakował z furią Sitha i przeciął rękojeść jego miecza na dwie części. Omal nie zginął, kiedy Maul pchnął go Mocą, zamierzając zrzucić młodzieńca do szybu reaktora. Kenobi zdołał wówczas złapać w locie przycisk reaktora. Stracił miecz, który Maul strącił w przepaść, jednak udało mu się przywołać Mocą miecz Qui-Gona i zabić Sitha, rozpoławiając go. Qui-Gonowi chwilę przed jego śmiercią Kenobi zdążył przysiąc, że wyszkoli Anakina Skywalkera na rycerza Jedi.

### Mistrz Jedi

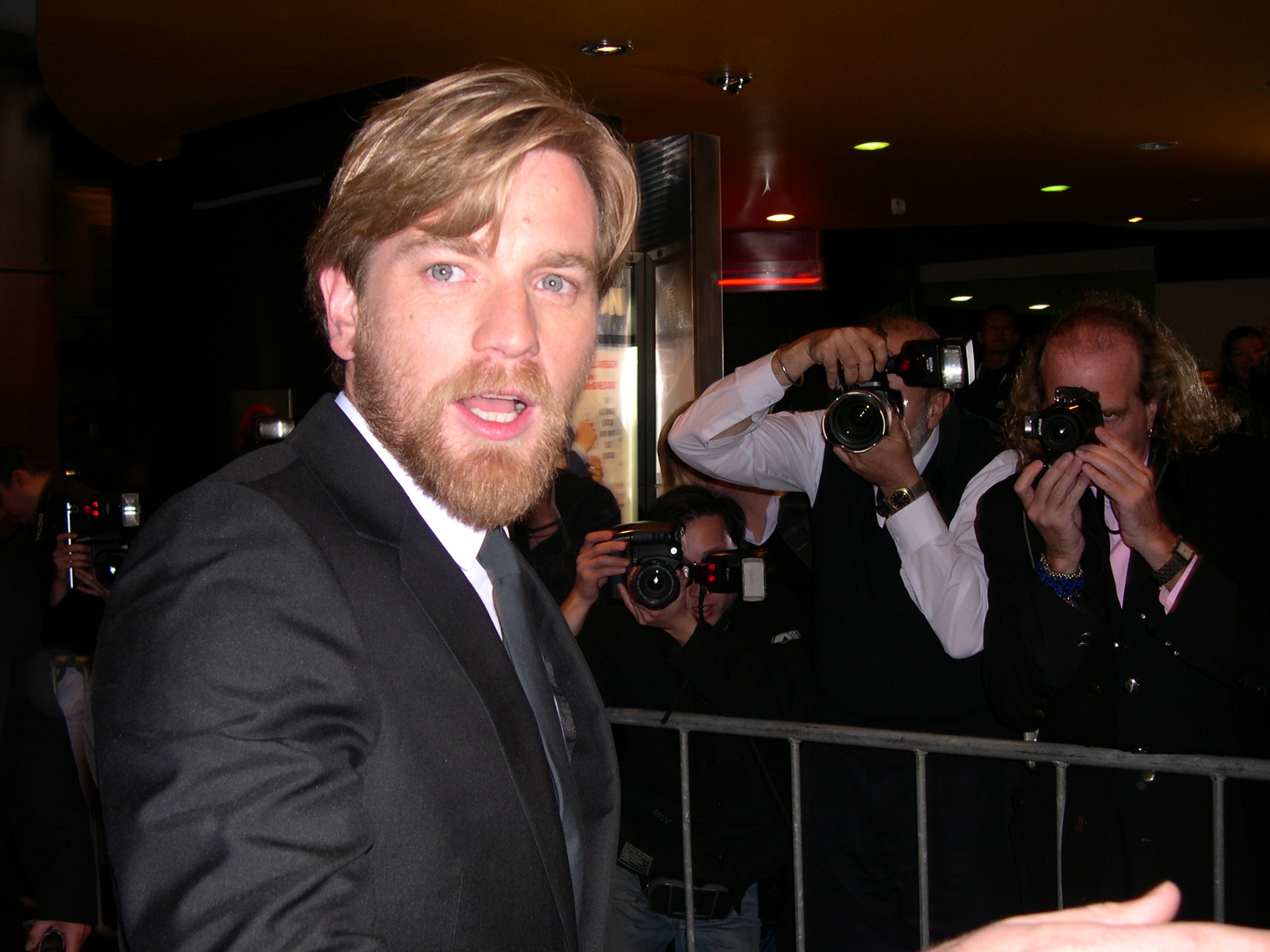
Młodego Obi-Wana grał Ewan McGregor, na zdj. na premierze filmu Down to love (Sydney, 2003)

Po pokonaniu Dartha Maula, Obi-Wan otrzymał tytuł rycerza Jedi (Mroczne widmo) i zgodnie z obietnicą daną swojemu Mistrzowi szkolił Anakina na rycerza Jedi. Sytuacja w galaktyce była niepewna – powstała Konfederacja Systemów Niezależnych – dowodzona przez hrabiego Dooku – która zamierzała wyłamać się z Republiki. Gdy Padme Amidala przybyła na Coruscant, by uczestniczyć w nadzwyczajnym zebraniu Senatu, o mało nie zginęła w zamachu bombowym. Kenobi podjął się misji wytropienia łowcy nagród odpowiedzialnego za wykonanie tego zlecenia. Dotarł wtedy na planetę Kamino, na której odkrył ogromną fabrykę armii klonów. Dowiedział się od rezydujących tam Kaminoan, że armię zamówił dziesięć lat wcześniej mistrz Jedi Sifo-Dyas i jest ona przeznaczona na potrzeby Republiki, o czym nikt (wliczając w to Jedi) nic nie wiedział. Postanowił powiadomić o tym Yodę i innych mistrzów, a sam zaczął ścigać łowcę nagród Jango Fetta. Dotarł za nim na planetę Geonosis, na której przypadkowo natrafił na tajną siedzibę ruchu separatystycznego oraz potężną wytwórnię droidów bojowych. W czasie wysyłania informacji o tym Anakinowi został schwytany i razem ze swym uczniem oraz Amidalą miał zostać stracony. Jednak podobnie jak oni uwolnił się na miejscu egzekucji i wziął udział w bitwie, która zapoczątkowała Wojny klonów. Został ranny i pokonany w pojedynku z Dooku i uratowany od śmierci z rąk hrabiego najpierw przez Anakina, a potem Yodę.

### Pojedynek z uczniem
Trzy lata później (19 BBY – Zemsta Sithów) wojna miała się już ku końcowi. Jedna z ostatnich bitew miała miejsce na orbicie Coruscant. Obi-Wan i Anakin przeprowadzili misję uwolnienia Wielkiego Kanclerza Palpatine’a z rąk Separatystów. Więzień przebywał na krążowniku Niewidzialna Ręka, którym dowodził Generał Grievous. Został ranny podczas kolejnego pojedynku z hrabią Dooku i stracił przytomność. Odzyskał ją, dopiero gdy Anakin zabił hrabiego i wraz z Palpatine’em szukał drogi ucieczki ze statku. Szczęśliwie udało im się wylądować wrakiem okrętu na powierzchni Coruscant.
Obi-Wan otrzymał tytuł mistrza i zasiadał w Radzie Jedi. Spierał się z Anakinem o sposób prowadzenia Republiki przez Kanclerza, co do którego uważał, że posiada za dużo władzy w swoich rękach. Młody uczeń nie chciał go jednak słuchać i bronił swojego przyjaciela. Kilkakrotnie na tym tle dochodziło między nimi do sprzeczek. Podczas sesji Rady mistrzowie ustalili, że Kenobi podąży na Utapau, gdzie ukrywa się Grievous. Obi-Wan wraz z batalionem klonów rozpoczął tam bitwę, pod koniec której zabił bio-droida strzałem z blastera. Wtedy też jego żołnierze zwrócili się przeciwko niemu, gdyż Palpatine (przebywający na Coruscant) ogłosił się Imperatorem i wydał Rozkaz 66. Kenobi uniknął śmierci i odnalazł przyjaciela – Baila Organę i Yodę – z którymi podążył do stolicy galaktyki.
Tam okazało się, że Palpatine jest Mrocznym Lordem Sithów i uwiódł Anakina obietnicą potęgi, która miała dać możliwość ocalenia swojej ukochanej przed śmiercią. Skywalker przeszedł na Ciemną Stronę Mocy i zabił wszystkich Jedi w ich świątyni, a następnie udał się do układu Mustafar, by wyeliminować ostatnich przywódców Separatystów, którzy nie byli już potrzebni – prowadzącemu przez wiele lat podwójne życie – Palpatine’owi. Obi-Wan wspólnie z Yodą zadecydował, że należy zniszczyć obydwu Sithów. Sam miał za zadanie wytropienie (do czego wykorzystał Padme) i zgładzenie Anakina.
Gdy dotarł na Mustafar, ukryty na statku byłej królowej Naboo, Anakin był zaskoczony. W gniewie zaczął dusić swoją żonę Mocą, myśląc, że to ona sprowadziła mistrza Jedi. Po chwili rozpoczął się długi pojedynek na miecze świetlne. Skywalker przegrał go – Kenobi odciął mu obie nogi i lewą rękę. Gdy odchodził, powiedział mu, że kochał go jak brata i że zawiódł wszystkich – miał przywrócić równowagę Mocy, a nie pogrążyć ją w ciemności. Nie zdecydował się jednak dobić swojego byłego ucznia. Zabrał z planety nieprzytomną Amidalę i udał się na asteroidę Polis Massa. Tam kobieta urodziła bliźnięta – Luke’a i Leię – po czym zmarła. Wspólnie z Yodą i Bailem zdecydował, że należy ukryć gdzieś dzieci Vadera. W końcu Kenobi postanowił, że uda się na Tatooine, gdzie przekaże Luke’a jego ciotce i wujowi, a sam osiedli się na uboczu i będzie mieć na niego oko.

### Czasy Imperium i śmierć

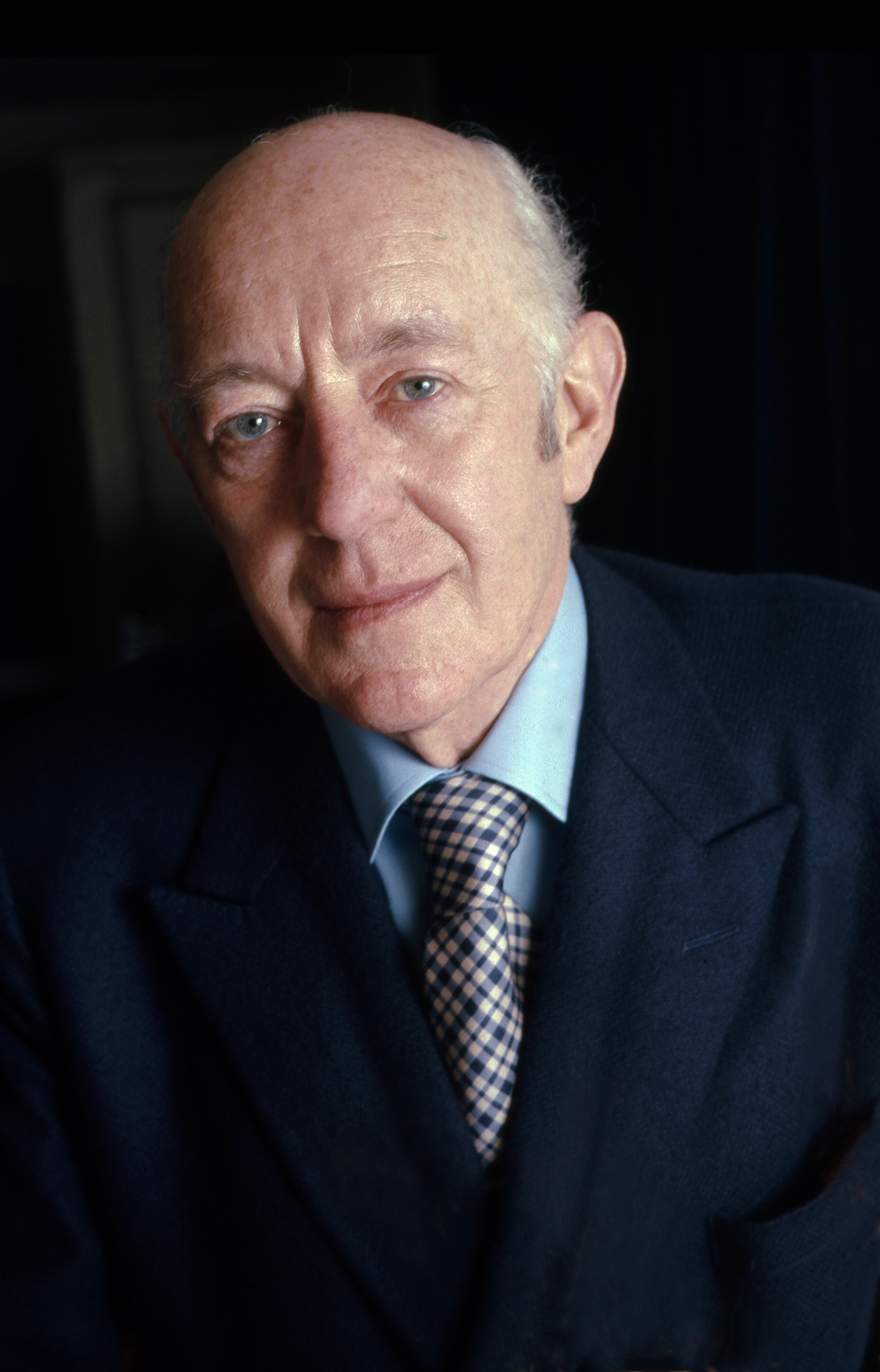
Alec Guinness, pierwszy odtwórca roli Obi-Wana

Dziewiętnaście lat później (0 BBY – Nowa nadzieja) stary już Kenobi wkroczył do akcji. W wyniku splotu nieoczekiwanych wydarzeń spotkał się z Lukiem, a następnie nakłonił go do opuszczenia ojczystej planety i (niedoszłego) lotu na Alderaan. Misja polegała na dostarczeniu księżniczce Lei droidów R2-D2 i C-3PO, które wuj Luke’a kupił od Jawów (R2 zawierał w sobie plany Gwiazdy Śmierci).
Podczas podróży Sokołem Millennium (którego kapitanem był Han Solo) Obi-Wan szkolił Luke’a w technikach opanowania Mocy. Gdy wyszli z nadprzestrzeni okazało się, że Alderaan już nie istnieje – został zniszczony przez superlaser Gwiazdy Śmierci. Cała grupa dostała się na jej pokład. Luke i Han uwolnili księżniczkę z jej celi, podczas gdy Kenobi najpierw zdezaktywował trzymający Sokoła promień ściągający, a następnie odszukał Vadera. Stoczył z nim ostatni pojedynek na miecze świetlne, podczas którego połączył się z Mocą, dając czas na ucieczkę Luke’owi i reszcie.
Jakiś czas później (Imperium kontratakuje i Powrót Jedi) powrócił jako duch, m.in. polecając Luke’owi lecieć na Dagobah w celu podjęcia szkolenia Jedi u Yody. Wyjaśnił mu również, dlaczego 4 lata wcześniej nie wyjawił mu całej prawdy o ojcu. Stwierdził bowiem, że kiedy Anakin przeszedł na Ciemną Stronę, dobry człowiek jakim był w zasadzie – umarł.

## Odbiór

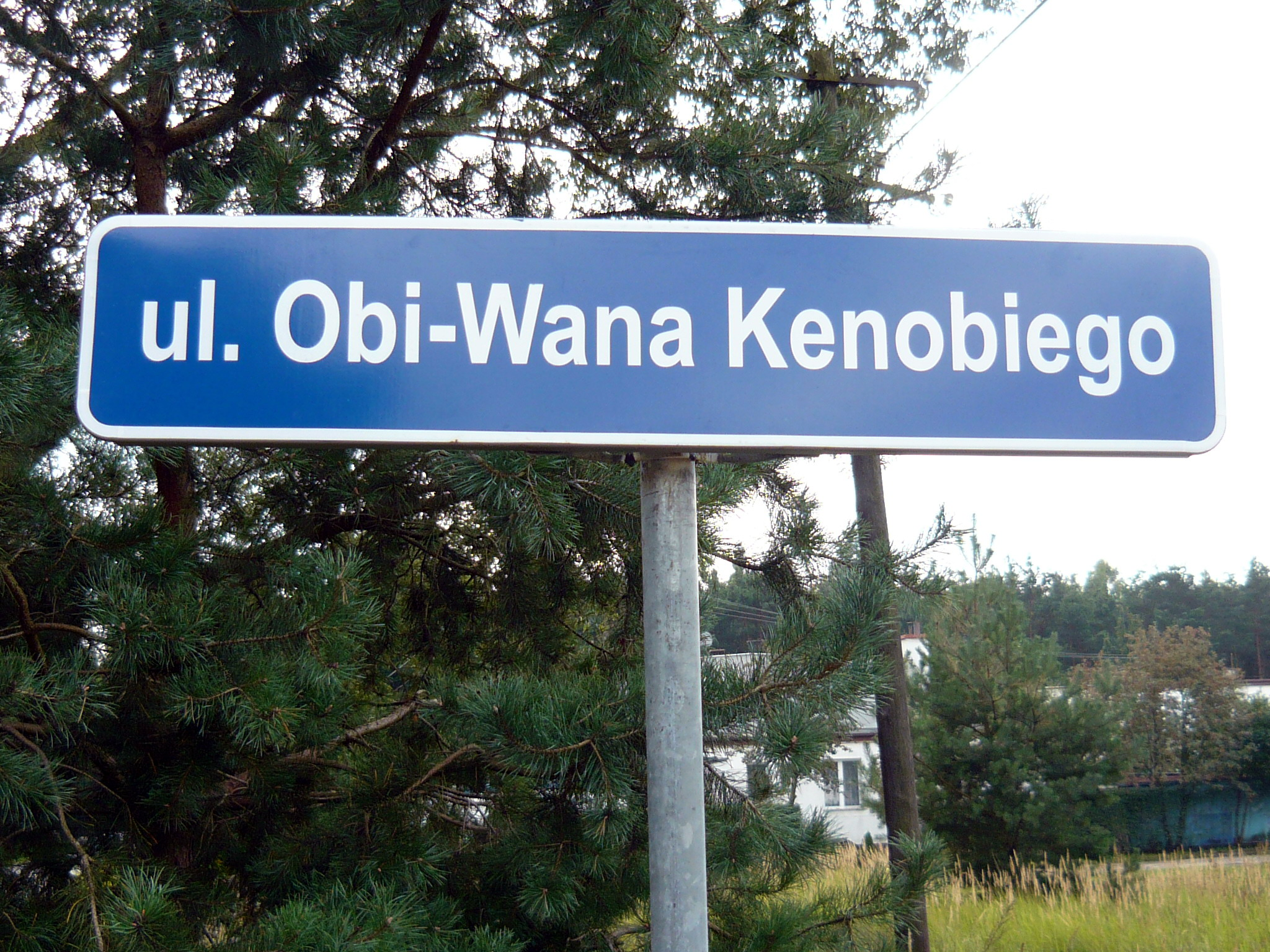
Ulica Obi-Wana Kenobiego w Grabowcu

W 2005 roku na mocy Uchwały Nr XXVIII/373/04 Rady Gminy Lubicz z dnia 30 grudnia 2004 r. jednej z ulic we wsi Grabowiec w powiecie toruńskim nadano imię Obi-Wana Kenobiego.